# Phylloscopus davisoni
A Phylloscopus davisoni a verébalakúak (Passeriformes) rendjébe, ezen belül a füzikefélék (Phylloscopidae) családjába és a Phylloscopus nembe tartozó faj. 10-11 centiméter hosszú. Délkelet-Ázsia nedves erdőben él 2600 méteres tengerszint feletti magasságig. Egyes állományai a hegyvidéki területekről télen Észak-Vietnámba húzódnak telelni. Többnyire rovarokkal táplálkozik. Februártól júniusig költ.

## Fordítás
- Ez a szócikk részben vagy egészben  a   Davison's leaf warbler című angol Wikipédia-szócikk fordításán alapul.  Az eredeti cikk szerkesztőit annak laptörténete sorolja fel. Ez a jelzés csupán a megfogalmazás eredetét és a szerzői jogokat jelzi, nem szolgál a cikkben szereplő információk forrásmegjelöléseként.